# Polkovnik v otstavke
Polkovnik v otstavke (Полковник в отставке) è un film del 1975 diretto da Igor' Alekseevič Šešukov.

## Trama
Kornej Korneevič Polunin è un soldato in carriera, un colonnello (Polkovnik) in pensione. Incapace di restare a casa, Polunin va in fabbrica come meccanico. Amici e figlio la percepiscono come un'eccentricità. Ma un gruppo di adolescenti arriva al reparto personale dello stabilimento e Polunin si impegna a guidare questa difficile brigata.